# Acanthogonatus confusus
Espèce
Acanthogonatus confusus est une espèce d'araignées mygalomorphes de la famille des Pycnothelidae.

## Distribution
Cette espèce se rencontre au Chili dans les régions du Biobío, d'Araucanie et des Fleuves et en Argentine dans la province de Neuquén,.

## Description
La femelle holotype mesure 24,60 mm et le mâle paratype 23,60 mm.

## Publication originale
- Goloboff, 1995 : A revision of the South American spiders of the family Nemesiidae (Araneae, Mygalomorphae). Part 1: species from Peru, Chile, Argentina, and Uruguay. Bulletin of the American Museum of Natural History, no 224, p. 1-189 (texte intégral).